# 網紋鳳胎䲁
網紋鳳胎䲁（學名：Pavoclinus profundus），為輻鰭魚綱䲁形目胎䲁科鳳胎䲁屬的一個種，分布於東南大西洋南非克尼斯納到阿爾哥亞灣海域，深度20至40公尺，本魚體延長，背鰭硬棘30-33枚、背鰭軟條3-4枚、臀鰭硬棘2枚、臀鰭軟條20-23枚，體長可達5公分，棲息在海草生長的海床，雌魚產附著性卵，雄魚會守護卵，幼魚為浮游性，生活習性不明。